# Содомово (Кировская область)
Содомово — деревня в Подосиновском районе Кировской области России. Входит в Подосиновское городское поселение.
Расположена в лесистой местности на правом берегу Пушмы вблизи юго-восточной окраины посёлка Подосиновец.
Через деревню проходит местная автодорога Подосиновец — Пиньково, вблизи деревни проходит автодорога Подосиновец — Пинюг (на Опарино, Мураши, Киров).

## Население
| 2010 |
| ---- |
| 1    |

В 2002 году — 6 чел.

## Происхождение названия
Слово «Содом» в названии ряда населённых пунктов Заволжья закрепилось из-за религиозных противоречий официальной церкви с первыми жителями (зачастую староверами, которых обвиняли в язычестве).